# Arisaema jingdongense
Arisaema jingdongense är en kallaväxtart som beskrevs av Hua Peng och Hen Li. Arisaema jingdongense ingår i släktet Arisaema och familjen kallaväxter. Inga underarter finns listade.